# Veľký Lapáš
Veľký Lapáš é um município da Eslováquia, situado no distrito de Nitra, na região de Nitra. Tem 8,16 km² de área e sua população em 2018 foi estimada em 1.651 habitantes.

## Demografia
| Ano:        | 1994 | 2004   | 2014   | 2024    |
| ----------- | ---- | ------ | ------ | ------- |
| Broj ljudi: | 1106 | 1171   | 1212   | 2101    |
| Razlika:    |      | +5,87% | +3,50% | +73,34% |

| Ano:               | 2023 | 2024   |
| ------------------ | ---- | ------ |
| Número de pessoas: | 2052 | 2101   |
| Diferença:         |      | +2,38% |